# 新納久仰
新納 久仰（にいろ ひさのり）は、江戸時代後期の武士。薩摩藩家老。後年は葦洲と称した。

## 生涯
文化4年（1807年）、畠山義矩の次男として誕生。
文政8年（1825年）、当番頭、加久藤地頭職を務め、新納久命の跡を継ぐ。文政12年（1829年）琉球付役、天保5年（1834年）用人、天保8年（1837年）異国船掛、兵具方掛、数寄屋掛、天保12年（1841年）寺社奉行、弘化4年（1847年）大姶良地頭職、弘化5年（1848年）寺社方内掛、嘉永2年（1849年）大番頭、勘定奉行を歴任。嘉永4年（1851年）島津斉彬が藩主を襲封すると家老に取り立てられ、富国強兵・殖産興業政策を補佐した。安政3年（1856年）には勝手掛に就いている。
斉彬の没後は復権した前藩主・島津斉興に島津久宝と共に重用され、10年間の非常緊縮を発表して財政整備に当たり、斉彬の創設した集成館・鋳製所・開物館等の製造所を縮小廃止し、水軍を解散するなど、前事業を中絶させた。安政6年（1859年）には軍役総奉行となる。しかし斉興が没すると久宝に続いて罷免される事となった。文久3年（1863年）隠居、子・久脩が跡を継いだ。
家格は寄合の新納二男家。また彼が残した『新納久仰雑譜』は、当時の高級役人の生活が詳細に記されている貴重な史料である。

## 登場作品
テレビドラマ
- 『篤姫』（2008年、NHK大河ドラマ、演：本田清澄）